# Foudia rubra
Il tessitore di Mauritius (Foudia rubra J.F.Gmelin, 1789) è un uccello della famiglia dei Ploceidi, endemico dell'isola di Mauritius.

## Conservazione
La IUCN Red List classifica Foudia rubra come specie in pericolo di estinzione (Endangered).